# 西递村
29°54′20″N 117°59′28″E / 29.90556°N 117.99111°E
西递村是安徽省南部黟县东南西递镇的一个村庄。西递村于1986年定为安徽省重点文物保护单位，2001年由中华人民共和国国务院公布为第五批全国重点文物保护单位。2000年11月30日在澳大利亚凯恩斯召开的联合国教科文组织第24届世界遗产委员会会议作出决定，将中国皖南古村落西递、宏村列入世界文化遗产名录，这是首次把民居列入世界遗产名录。2003年10月8日公布被批准为首批中国历史文化名村；2011年被评为国家5A级旅游景区。米其林旅游指南也称赞这里拥有独特建筑风格的精美房屋，将西递评为最高的强烈推荐（Highly recommended）级别。2024年11月15日，桃坪村被联合国旅游组织执行委员会列入2024年“最佳旅游乡村”名单。

## 村落概况
西递始建于公元11世纪的宋朝的元祐（宋哲宗）年间，由于河水向西流经这个村庄，原来称为“西川”。因在村西古有驿站，称“铺递所”，故而得名“西递”，素有“桃花源里人家”之称。
西递始祖为唐昭宗李晔之子，因遭变乱，逃匿民间，改为胡姓，西递属以血缘关系为纽带的胡氏聚居村落。胡家从1465年起开始经商，他们经商成功，大兴土木，建房、修祠、铺路、架桥。在17世纪中叶，胡家中有人从经商转向官场所产生的影响使村庄得到发展。18世纪到19世纪，西递的繁荣达到最顶峰，当时村里有大约600家民居。
西递村中一条主道贯穿东西，与其两侧各一条与之平行的街道一起穿过很多窄巷，构成东向为主、向南北延伸的村落街巷，村中街巷大多沿溪而设均用青石铺地。在敬爱堂、追慕堂、胡文光刺史牌坊等公共建筑之前有小广场。现今保留下的古民居从整体上保留下明、清徽派民居村落的基本面貌和特征，主要包括古民居124幢，祠堂3幢等保护完好的明清古建筑群，大多数民居都对公众开放。

## 主要建筑
- 胡文光刺史坊，建于明万历六年（1578年）
- 大夫第，建于清康熙三十年（1691年）
- 桃李园
- 敬爱堂，祠堂
- 追慕堂
- 膺福堂
- 西园
- 胡钟瑞宅

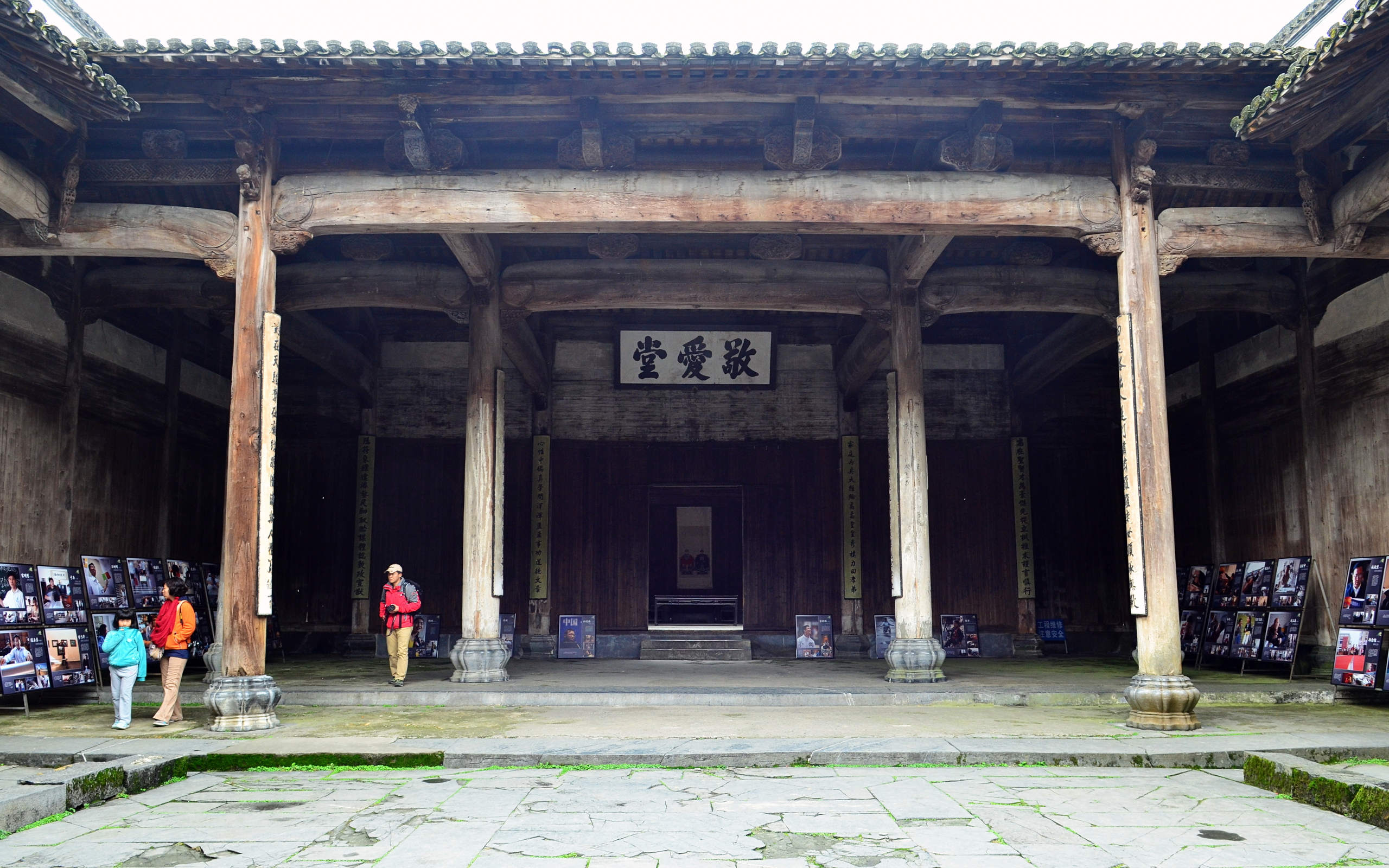
西递村族祠“敬爱堂”
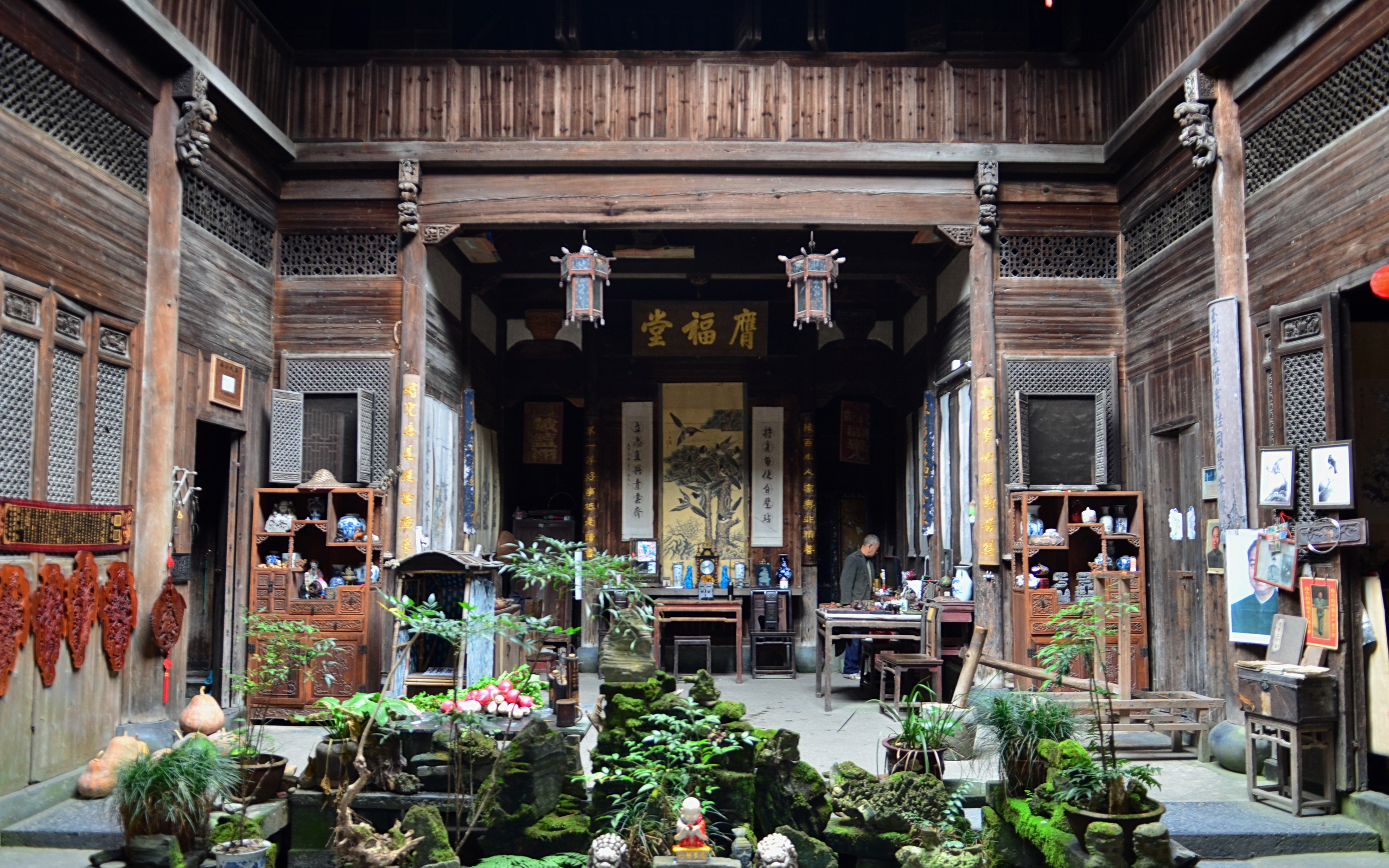
西递村民居膺福堂
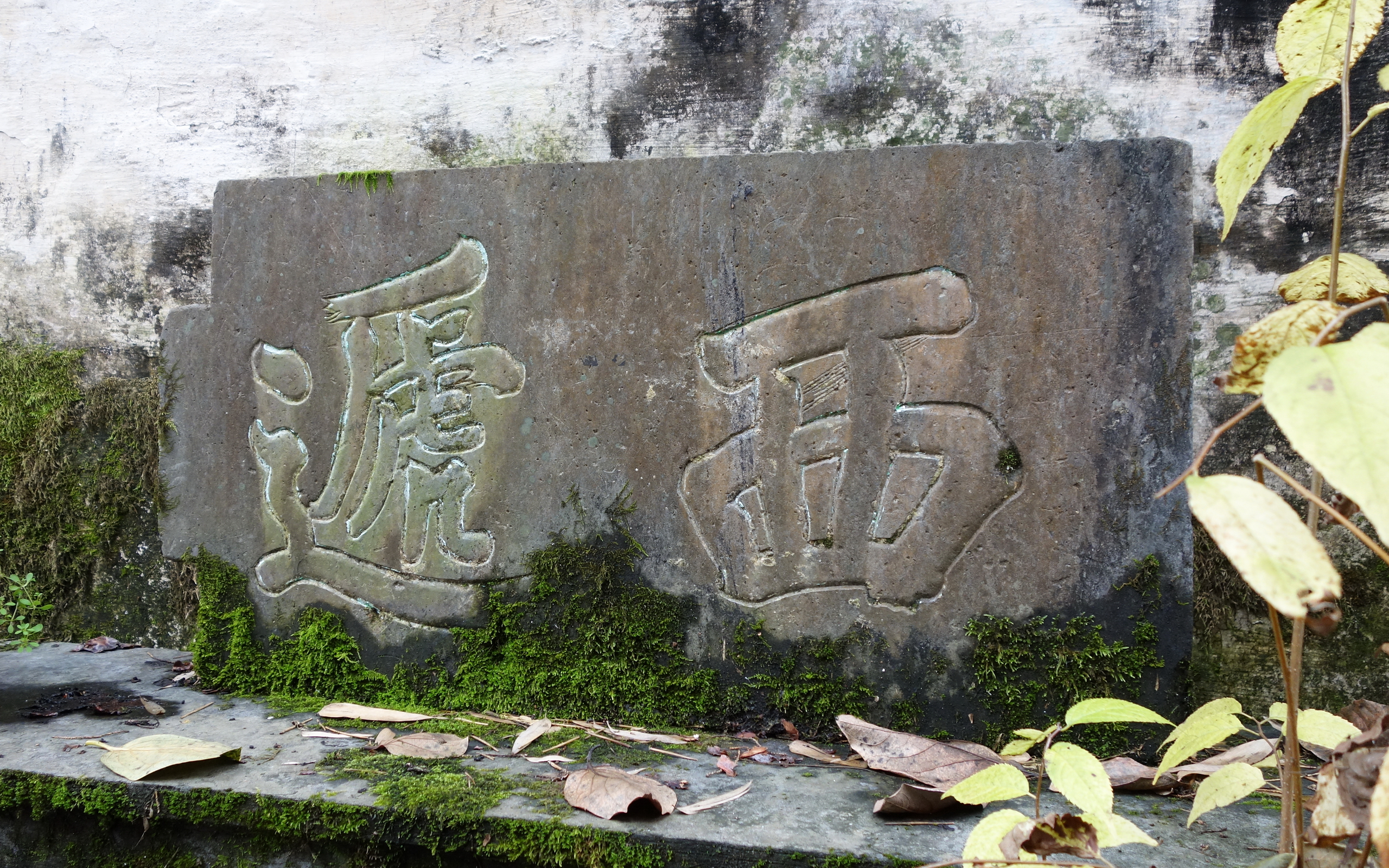
存放西园的“西递”石刻
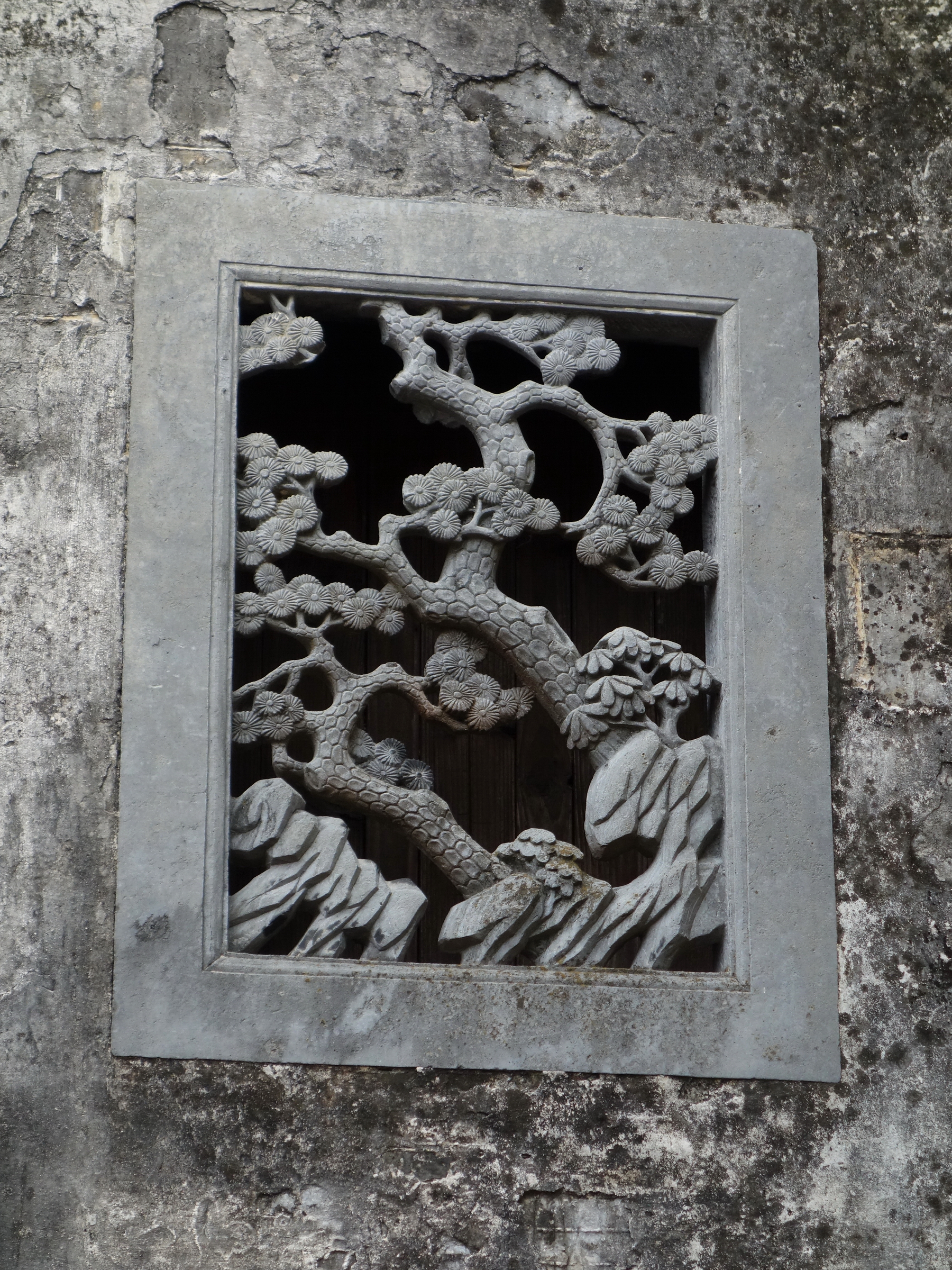
西园“松石图”石雕漏窗
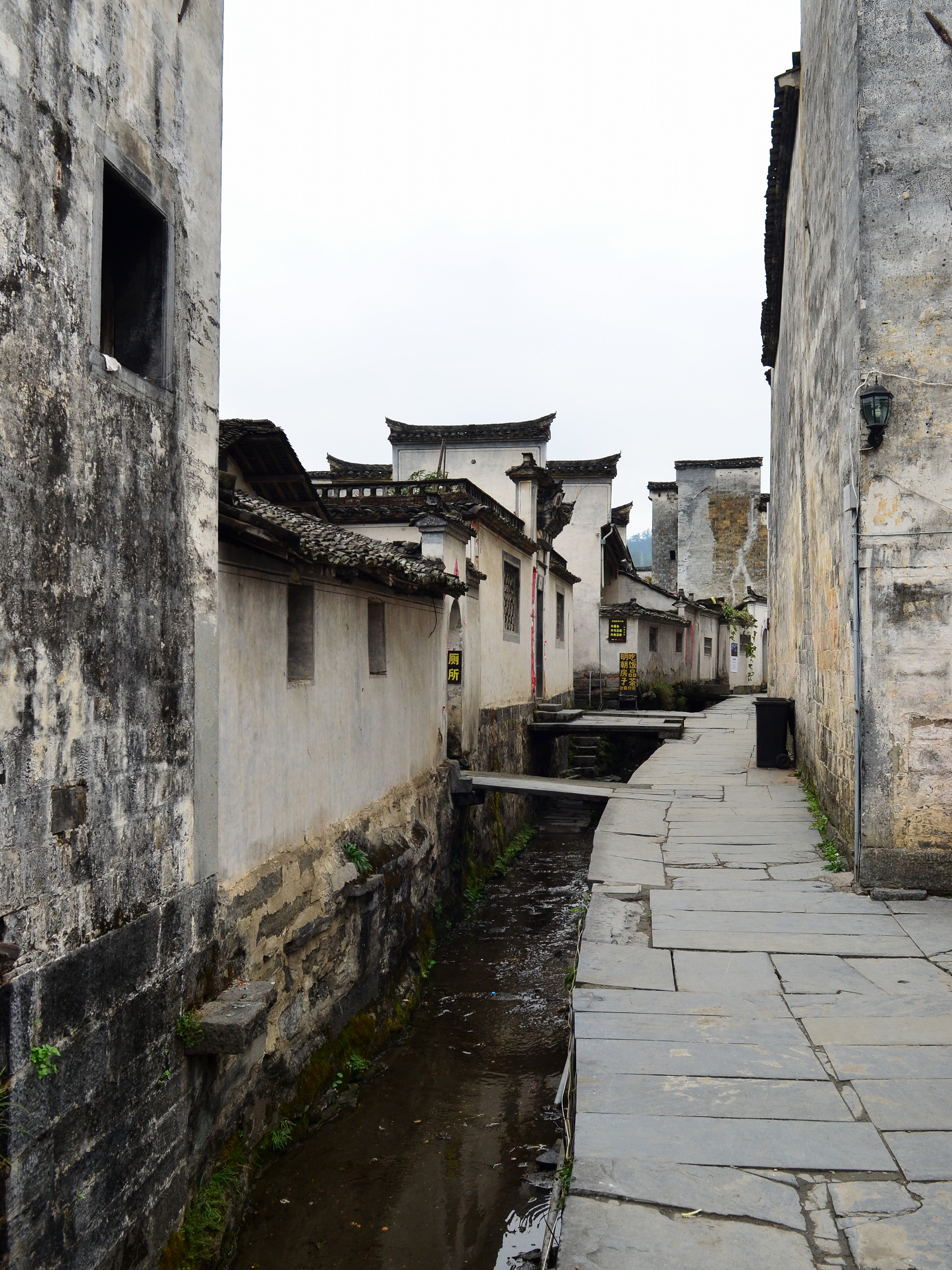
村中沿溪流的巷道